# Gwyneddichnium
Gwyneddichnium is een ichnogenus uit het Laat-Trias van Noord-Amerika en Europa. Het vertegenwoordigt een vorm van reptielenvoetafdrukken en spoorbanen, waarschijnlijk geproduceerd door kleine tanystropheïden zoals Tanytrachelos. Gwyneddichnium omvat als enige soort Gwyneddichnium major (ook correct gespeld als Gwyneddichnium majore). Twee andere voorgestelde soorten, Gwyneddichnium elongatum en Gwyneddichnium minore, zijn niet te onderscheiden van Gwyneddichnium major, afgezien van hun kleinere formaat en kleine tafonomische verschillen. Als gevolg hiervan worden ze beschouwd als jongere synoniemen van Gwyneddichnium major.

## Beschrijving
Gwyneddichnium komt overeen met voetafdrukken van een viervoetig dier met een kleine vijfvingerige hand en een opmerkelijk grotere vijftenige voet. De hand en voet zijn mesaxonisch, wat betekent dat de derde vinger de langste vinger is, gevolgd door de subegale tweede en vierde vinger. De binnenste vinger (vinger I) en de buitenste vinger (vinger V) waren kort en lagen dicht bij de rest van de voet. Soms is de kleine vijfde vinger slecht bewaard gebleven, waardoor de hand of voet tetradactyl lijkt (met slechts vier vingers). Over het algemeen zijn de vingers lang en smal, met een minimale kromming. Er is enige variatie in de manier waarop de vingers worden gepositioneerd, waarbij sommige exemplaren vingers hebben die gelijkmatig van de zool uitstralen, en andere met vingers die zich in twee bosjes scheiden, vingers I-III en IV-V. 
De huid maakte kussenachtige afdrukken met een kenmerkende nodulaire vorm en er zijn ook kleine, puntige klauwindrukken. Sommige exemplaren behielden onregelmatig gevormde zoolafdrukken en/of staartsporen, maar deze zijn niet altijd bewaard gebleven. Een beweerde Gwyneddichnium-oogkas (CU-MWC 159.10) is geïnterpreteerd als zwemsporen vanwege het ontbreken van handafdrukken. Er lijkt huidweefsel aanwezig te zijn tussen de tenen I-III, hoewel het weefsel ook is geïnterpreteerd als sedimentvervorming. Gwyneddichnium-spoorbanen zijn over het algemeen ver uit elkaar, met voetafdrukken die naar voren wijzen en handafdrukken naar buiten gedraaid. De posities van de voet- en handafdrukken ten opzichte van elkaar zijn variabel, wat overeenkomt met verschillende snelheden en gangen.
De algemene vorm van de voetafdrukken is vergelijkbaar met Rhynchosauroides, die soms naast Gwyneddichnium voorkomt. Rhynchosauroides heeft echter een exaxonische afdruk (met de vierde vinger langer dan het derde), meer kromming in de vingers en een vijfde vinger verder gescheiden van de vierde.

## Verspreiding
Fossielen van Gwyneddichnium werden voor het eerst verzameld door Wilhelm Bock in Gwynedd, een spoorlijn in Montgomery County. Gwynedd bewaart sedimenten van de Lockatong-formatie uit het Laat-Trias, onderdeel van de Newark-supergroep die is blootgesteld in het Newark Basin. Bock's exemplaren, nu opgeslagen in de Academy of Natural Sciences in Philadelphia, omvatten ANSP 15212 (het holotype van Gwyneddichnium major), ANSP 15213 (het paratype van Gwyneddichnium major), ANSP 15214 (het holotype van Gwyneddichnium elongatum), ANSP 15215 (het paratype van Gwyneddichnium elongatum, nu als verloren beschouwd), ANSP 15216 (het holotype van Gwyneddichnium minore) en ANSP 15217 (het paratype van Gwyneddichnium minore). Verschillende ontsluitingen in heel Pennsylvania en New Jersey die de Lockatong-formatie uitdrukken, blijven fossielen van Gwyneddichnium produceren. Het is ook bekend dat Gwyneddichnium voorkomt in de bovenliggende Passaic-formatie. Buiten het Newark Basin zijn sporen van Gwyneddichnium ook gevonden in de Bull Run-formatie (ook bekend als de Balls Bluff Siltstone) in Manassas National Battlefield Park in het Culpeper Basin van Virginia. Ze zijn ook bekend van de New Oxford of Gettysburg-formatie van het Gettysburg Basin in Maryland.
Verslagen van Gwyneddichnium-spoorbanen in het westen van de Verenigde Staten begonnen in de jaren 1990 aan de oppervlakte te komen. Deze omvatten zowel typische spoorbanen van wandelende dieren als ongebruikelijke zwemsporen die voorlopig werden aangeduid als de ichnogenus. De vroegste westelijke Gwyneddichnium-sporen die ontdekt zijn, zijn afkomstig van verschillende locaties in noordoost-Utah en noordwest-Colorado. Veel van deze vindplaatsen liggen binnen de grenzen van het Dinosaur National Monument. De locaties in het gebied behouden de Rock Point-afzetting van de Chinle-formatie uit het Laat-Trias, hoewel oorspronkelijk werd gemeld dat ze de leeftijds-equivalente Popo Agie-formatie vertegenwoordigen. Mogelijke Gwyneddichnium-afdrukken zijn ook bekend van de Owl Creek-afzetting van de Chinle-formatie. Deze zeldzame fossielen werden gevonden in Brinkerhof Spring, een locatie in het zuiden van Utah in de buurt van het Capitol Reef National Park. Brinkerhof Spring bevindt zich in Circle Cliffs, een natuurlijk amfitheater dat vroeger beschermd was binnen de grenzen van het Grand Staircase-Escalante National Monument, maar uitgesloten toen het monument in 2017 werd verkleind.
In 2007 werd een nieuwe ichnogenus en ichnospecies, Apachepus cottonorum, genoemd naar de Redonda-formatie van New Mexico. Apachepus cottonorum werd echter later beschouwd als een soort van Gwyneddichnium (Gwyneddichnium cottonorum) nadat pentadactyle handafdrukken werden ontdekt. Gwyneddichnium cottonorum onderscheidde zich van Gwyneddichnium major door zijn grotere omvang en meer gelijkmatig verdeelde vingers. Verdere steekproeven hebben gesuggereerd dat deze verschillen niet zo duidelijk zijn als gesuggereerd, dus Gwyneddichnium cottonorum wordt momenteel beschouwd als een jonger synoniem van Gwyneddichnium majore.
De enige locatie buiten de Verenigde Staten waarvan bekend is dat ze Gwyneddichnium-afdrukken produceert, is de Berndorf-vindplaats in Duitsland. Berndorf ligt in de buurt van Kemnath in Beieren en bewaart een klastisch deel van de lagere Muschelkalk, bekend als de Eschenbach-formatie. De rotsen van de Eschenbach-formatie zijn afkomstig uit het lagere Midden-Trias (Anisien), waardoor hun afdrukken de oudst bekende Gwyneddichnium-fossielen zijn.

## Trackmaker
Gwyneddichnium werd oorspronkelijk voorlopig gesuggereerd als zijnde gemaakt door kleine pseudosuchiërs. De ontdekking van de kleine tanystropheïde archosauromorf Tanytrachelos zorgde voor een meer specifieke en goed ondersteunde trackmaker voor Gwyneddichnium. Tanytrachelos en andere tanystropheïden hebben een ongebruikelijk middenvoetsbeentje-achtige kootje in de vijfde teen die naar voren wijst (zoals die van Gwyneddichnium) in plaats van terug te buigen zoals andere reptielen. Tanytrachelos in het bijzonder is de meest waarschijnlijke trackmaker vanwege zijn brede gang, kleine omvang, gelijktijdig voorkomen met de sporen en voeten met een vierde vinger korter dan de derde. Hoewel Tanytrachelos verreweg de meest beschouwde trackmaker voor Gwyneddichnium is, zijn ook kleine drepanosauriërs zoals Hypuronector of Dolabrosaurus voorgesteld als trackmakers. Dit wordt als onwaarschijnlijk beschouwd vanwege hun ongebruikelijke morfologie. In ieder geval in de Chinle- en Redonda-formaties zijn kleine lepidosauromorfen voorgesteld als trackmakers voor Gwyneddichnium.